# Arkiv för Matematik
 Arkiv för Matematik est une revue mathématique semestrielle à comité de lecture en libre accès. 

## Historique
La revue a été créée en 1949 lorsque la revue Arkiv för matematik, astronomi och fysik a été scindée en plusieurs journaux. Elle est publiée 2017 depuis par International Press of Boston pour le compte de l'Institut Mittag-Leffler de l'Académie royale des sciences de Suède. Avant 2017, elle était publiée par Springer-Verlag.

## Description
Sont publiés des articles dans tous les domaines des mathématiques, de longueur courte à moyenne (jusqu'à environ 30 pages). Les articles plus longs sont dirigés vers Acta Mathematica, qui sont également publiés par l'Institut Mittag-Leffler. Depuis 1971, la revue publie régulièrement un volume composé de deux numéros par an, avec un total d'environ 400 pages.
Le rédacteur en chef est, en 2019, Hans Ringström (Institut Mittag-Leffler) et (École royale polytechnique).
La revue est indexée par Mathematical Reviews,  Zentralblatt MATH, 
Astrophysics Data System, Journal Citation Reports, Science Citation Index, Scopus,  ProQuest
En 2018, le mathematical citation quotient des Mathematical Reviews est 0,61, et en 2018 son impact factor (SJR) sur SCImago Journal Rank est 0,74. 

## Libre accès
La revue est en libre accès, et tous les articles depuis le premier numéro en 1949 sont consultables à la fois sur les archives ouvertes du projet Euclide, ou en passant par la maison d'édition International Press of Boston.